# شانه‌موش کاناور
شانه‌موش کاناور (نام علمی: Ctenomys conoveri) نام یک گونه از سرده شانه‌موش است.